# VI Cuerpo de Ejército (Alemania)
El VI Cuerpo de Ejército (VI. ArmeeKorps) fue un cuerpo en el ejército alemán durante la Segunda Guerra Mundial.

## Historia
El VI Comandante del Distrito Militar fue la extensión del Cuerpo de Ejército el 1 de octubre de 1934, con el personal original de la 6.ª División de Reichswehr, situado en Münster en el VI Distrito Militar. El Comando General era responsable como un equipo territorial para el VI Distrito Militar. En la primavera de 1935, el personal pasó a llamarse entonces VI Cuerpo de Ejército. El 26 de agosto de 1939 fue movilizado por el Comando General. Fue en la antigua ubicación, comandante general adjunto al VI Cuerpo de Ejército. Bajo el mando de Otto Wilhelm Förster, el Cuerpo tomó parte en la invasión nazi de Francia, cuando formaba parte del 12.º Ejército del Grupo de Ejércitos A. Para el resto del año en que fue estacionado en la costa como parte de las fuerzas de ocupación. En la Operación Barbarroja, el Cuerpo pasó a formar parte del Grupo de Ejércitos Centro, al que permaneció unida hasta el periodo final de la guerra. Como parte del 9.º Ejército, participó en la costosa serie de batallas en el saliente de Rzhev a lo largo de 1942. En 1943 el Cuerpo, junto con el resto del Grupo de Ejércitos Centro, se apartó de los más destacados en Rzhev. En el invierno de 1943 - 1944, ahora asignado al 3.º Ejército Panzer, participó en las batallas defensivas cerca de Vitebsk. El 22 de junio de 1944, después de un período de poca actividad a lo largo de la parte delantera del Grupo de Ejércitos Centro, el Cuerpo estuvo involucrado en la defensa contra la ofensiva de verano de las principales Soviéticas, la Operación Bagration. A pesar de ser uno de los principales cuerpos en su Grupo de Ejércitos, con cuatro divisiones de infantería y de la 14.ª División de Infantería en la reserva, que estaba abrumado por el ataque del 5.º Ejército de Guardia y del 39.º Ejército Soviético, y en gran parte destruida en las líneas alrededor de Bogushevsk el 25 de junio. Los pocos elementos que se retiraron al río Berezina quedaron atrapados en su mayoría, y perderse por el cerco al este de Minsk, mientras que el comandante del cuerpo, el General Georg Pfeiffer, fue asesinado el 28 de junio. Los comandantes del 256.ª División de Infantería y 197.ª División de Infantería, Wüstenhagen y Hahne, también fueron asesinados, mientras que Michaelis de la 95.ª División de Infantería fue capturado. La mayoría de sus tropas de los 40-50.000 encontraron con un destino similar. A mediados de julio de 1944, la formación del Grupo Weidling, que incluía los restos de algunas de las unidades originales del Cuerpo, fue vuelta a ser rebautizada. El Cuerpo de Ingenieros ha participado en la improvisada defensa contra las operaciones estratégicas en Rusia para el resto del verano. El reconstruido Cuerpo se asignó al 4.º Ejército, donde se enfrentó a la Ofensiva en la Prusia Oriental a partir de enero de 1945. Fue cercado en la Bolsa de Heiligenbeil en la costa báltica, y destruida allí en marzo de 1945.

## Comandantes
- Teniente General Günther von Kluge - (1 de octubre de 1934 - 23 de noviembre de 1938)
- General de Ingeniero Otto-Wilhelm Förster - (24 de noviembre de 1938 - 31 de diciembre de 1941)
- General de Infantería Bruno Bieler - (1 de enero de 1942 - 31 de octubre de 1942)
- Teniente General Hans Jordan - (1 de noviembre de 1942 - 31 de diciembre de 1942)
- General de Infantería Hans Jordan - (1 de enero de 1943 - 20 de mayo de 1944)
- General de Artillería Georg Pfeiffer - (20 de mayo de 1944 - 28 de junio de 1944)
- General de Infantería Horst Großmann - (11 de agosto de 1944 - enero de 1945)
- Teniente General Ralph Graf von Oriola - (enero de 1945 - 2 de febrero de 1945)
- General de Infantería Horst Großmann - (3 de febrero de 1945 - 8 de mayo de 1945)

## Jefes de Estado Mayor
- Mayor general Siegfried Mummenthey - (1 de octubre de 1937)
- Mayor general Georg von Sodenstern - (1 de octubre de 1937 - 1 de diciembre de 1938)
- Mayor general Walther Düvert - (1 de diciembre de 1938 - 15 de enero de 1941)
- Coronel Hans Degen - (15 de enero de 1941 - julio de 1942)
- Coronel Willy Mantey - (julio de 1942 - julio de 1944)
- Coronel Hans-Jürgen Freiherr von Ledebur - (julio de 1944 - marzo de 1945)
- Teniente coronel Hilmar Frank von Hausen-Aubier - (marzo de 1945 - mayo de 1945)

## Jefes de Operaciones (Ia)
- Coronel Ludwig Crüwell - (1 de abril de 1936)
- Teniente coronel Arthur Schmidt - (12 de octubre de 1937 - 26 de agosto de 1939)
- Teniente coronel Josef Kübler - (26 de agosto de 1939 - 15 de octubre de 1939)
- Teniente coronel Hans Röttiger - (15 de octubre de 1939 - 4 de febrero de 1940)
- Teniente coronel Siegfried von Waldenburg - (4 de febrero de 1940 - octubre de 1940)
- Mayor Hans Barchewitz - (octubre de 1940 - (21 de junio de 1941)
- Mayor Fritz Besell - (junio de 1941 - agosto de 1942)
- Mayor Albert Schindler - (agosto de 1942 - enero de 1943)
- Teniente coronel Wilhelm Fauner - (enero de 1943 - junio de 1943)
- Mayor Rudolf Plücker - (junio de 1943 - noviembre de 1943)
- Mayor Arwed-Fedor von Puttkamer - (noviembre de 1943 - junio de 1944)
- Mayor Walther Telle - (junio de 1944 - agosto de 1944)
- Mayor Horst Rätsch - (agosto de 1944 - septiembre de 1944)
- Mayor Egon Overbeck - (octubre de 1944 - abril de 1945)
- Mayor Hantel - (abril de 1945)

## Área de Operación
- Polonia - (septiembre de 1939 - mayo de 1940)
- Francia - (mayo de 1940 - junio de 1941)
- Frente Oriental, sector sur - (junio de 1941 - julio de 1944)
- Frente Oriental, sector norte - (julio de 1944 - mayo de 1945)

## 1939

### Organización (1 de marzo de 1939)
- 6.ª División de Infantería
- 16.ª División de Infantería
- 26.ª División de Infantería
- 6.º Brigada Panzer
- 6.º Comandante de Artillería
- 16.º Comandante de Artillería
- Inspección de Reempalzo Militar Dortmund
- Inspección de Reempalzo Militar Düsseldorf
- Inspección de Reempalzo Militar Köln
- Inspección de Reempalzo Militar Münster
- Comandante de Milicia Köln
- Comandante de Milicia Krefeld
- Cuartel General Köln
- Cuartel General Münster
- Comandante del Campo de Entrenamiento Militar Senne
- Comandante del Campo de Entrenamiento Militar Wahn
- 15.º Regimiento de Caballería
- VI Comandante de Ingeniero
- VI Comandante de Tropas de Comunicaciones
- VI Prueba Psicológica Occidental
- VI Prueba Psicológica Oriental
- Fuerzas Armadas de Bienestar y la Oficina de Pensiones Bielefeld
- Fuerzas Armadas de Bienestar y la Oficina de Pensiones Dortmund
- Fuerzas Armadas de Bienestar y la Oficina de Pensiones Düsseldorf
- Fuerzas Armadas de Bienestar y la Oficina de Pensiones Köln
- Fuerzas Armadas de Bienestar y la Oficina de Pensiones Münster
- Distrito Militar del Parques Veterinario Münster
- Distrito Militar de Hospital de Equino Münster

### Organización (1 de septiembre de 1939)
- 16.ª División de Infantería de Frontera
- 6.º Comandante de Artillería
- 46.º Batallón de Cuerpo de Comunicaciones
- 406.º Cuerpo de Cartografía (mot.)
- 406.º Escuadrón de Policía Militar
- 406.º Cuerpo de Tropas de Suministro

## 1940

### Organización (16 de junio de 1940)
- 15.ª División de Infantería
- 205.ª División de Infantería
- 126.º Comandante de Artillería
- 46.º Batallón de Cuerpo de Comunicaciones
- 406.º Cuerpo de Cartografía (mot.)
- 406.º Escuadrón de Policía Militar
- 406.º Cuerpo de Tropas de Suministro

## 1941

### Organización (22 de junio de 1941)
- 26.ª División de Infantería
- 6.ª División de Infantería
- 10.º Regimiento del Personal de Ingeniero z.b.V.
- 754.º Batallón de Ingeniero
- 742.º Batallón de Ingeniero
- 743.º Batallón de Ingeniero
- 84.º Batallón de Ingeniero de Puentes
- 534.º Columna de Puente B
- 135.º Batallón de Construcción
- 80.º Batallón de Construcción
- 320.º Batallón de Construcción
- 321.º Batallón de Construcción
- 126.º Comandante de Artillería
- 46.º Batallón de Cuerpo de Comunicaciones
- 406.º Cuerpo de Cartografía (mot.)
- 406.º Escudrón de Policía Militar

### Organización (29 de julio de 1941)
- 106.ª División de Infantería
- 26.ª División de Infantería
- 6.ª División de Infantería
- 46.º Batallón Ligera de Ametralladora
- 47.º Batallón Ligera de Ametralladora
- Regimiento del Personal de Ingeniero z.b.V. Prachensky
- 126.º Comandante de Artillería
- 46.º Batallón de Cuerpo de Comunicaciones
- 406.º Cuerpo de Cartografía (mot.)
- 406.º Escudrón de Policía Militar
- 406.º Cuerpo de Tropas de Suministro

### Organización (22 de agosto de 1941)
- 26.ª División de Infantería
- 6.ª División de Infantería
- 607.º Batallón Ligera de Ametralladora
- 46.º Batallón Ligera de Ametralladora
- 47.º Batallón Ligera de Ametralladora
- Regimiento del Personal de Ingeniero z.b.V. Prachensky
- 126.º Comandante de Artillería
- 46.º Batallón de Cuerpo de Comunicaciones
- 406.º Cuerpo de Cartografía (mot.)
- 406.º Escudrón de Policía Militar
- 406.º Cuerpo de Tropas de Suministro

### Organización (2 de octubre de 1941)
- 10.ª División de Infantería
- 26.ª División de Infantería
- 677.º Regimiento del Personal de Artillería
- IV./109.º Regimiento de Artillería
- 848.º Batallón Pesado de Artillería
- 6.º Batallón de Observación
- 6.º Batería de Dirigible
- Regimiento del Personal de Ingeniero z.b.V. Bollmann
- 743.º Batallón de Ingeniero
- 632.º Batallón de Ingeniero
- 6.º Columna de Puente B
- 404.º Columna de Puente B
- 135.º Batallón de Construcción
- 320.º Batallón de Construcción
- H.Staffeln. - 2 (H) 12
- 47.º Batallón Ligera de Ametralladora
- II./4.º Batallón Mixto Antiaéreo
- 126.º Comandante de Artillería
- 46.º Batallón de Cuerpo de Comunicaciones
- 406.º Cuerpo de Cartografía (mot.)
- 406.º Escudrón de Policía Militar
- 406.º Cuerpo de Tropas de Suministro

### Organización (11 de octubre de 1941)
- 26.ª División de Infantería
- 110.ª División de Infantería
- 47.º Batallón Ligera de Ametralladora
- Regimiento del Personal de Ingeniero z.b.V. Bollmann
- 705.º Batallón de Guardia
- 126.º Comandante de Artillería
- 46.º Batallón de Cuerpo de Comunicaciones
- 406.º Cuerpo de Cartografía (mot.)
- 406.º Escudrón de Policía Militar
- 406.º Cuerpo de Tropas de Suministro

### Organización (17 de noviembre de 1941)
- 26.ª División de Infantería
- 6.ª División de Infantería
- 110.ª División de Infantería
- 561.º Batallón Antitanque
- Regimiento del Personal de Ingeniero z.b.V. Bollmann
- 48.º Batallón Ligera de Ametralladora (en Anmarsch)
- II./4.º Batallón Antiaéreo
- 126.º Comandante de Artillería
- 46.º Batallón de Cuerpo de Comunicaciones
- 406.º Cuerpo de Cartografía (mot.)
- 406.º Escudrón de Policía Militar
- 406.º Cuerpo de Tropas de Suministro

### Organización (25 de noviembre de 1941)
- 26.ª División de Infantería
- 6.ª División de Infantería
- 110.ª División de Infantería
- 88.ª División de Infantería
- 46.º Batallón Ligera de Ametralladora
- 47.º Batallón Ligera de Ametralladora
- Regimiento del Personal de Ingeniero z.b.V. Bollmann
- 126.º Comandante de Artillería
- 46.º Batallón de Cuerpo de Comunicaciones
- 406.º Cuerpo de Cartografía (mot.)
- 406.º Escudrón de Policía Militar
- 406.º Cuerpo de Tropas de Suministro

### Organización (28 de diciembre de 1941)
- 26.ª División de Infantería
- 6.ª División de Infantería
- 110.ª División de Infantería
- 161.ª División de Infantería
- 561.º Batallón Antitanque
- 517.º Regimiento del Personal de Ingeniero z.b.V.
- 126.º Comandante de Artillería
- 131.º Comandante de Artillería
- 46.º Batallón de Cuerpo de Comunicaciones
- 406.º Cuerpo de Cartografía (mot.)
- 406.º Escudrón de Policía Militar
- 406.º Cuerpo de Tropas de Suministro

## 1942

### Organización (11 de enero de 1942)
- 6.ª División de Infantería
- 26.ª División de Infantería
- 110.ª División de Infantería
- 161.ª División de Infantería
- 256.ª División de Infantería
- 1.ª División Panzer
- 69.º Regimiento del Personal de Artillería z.b.V.
- 677.º Regimiento del Personal de Artillería z.b.V.
- II./57.º Regimiento de Artillería
- II./39.º Regimiento de Artillería
- 848.º Batallón Pesado de Artillería
- 808.º Batallón Pesado de Artillería
- 816.º Batallón Pesado de Artillería
- 22.º Batallón de Observación
- 6.º Batallón de Observación
- 5.º Batallón de Artillería de Cohetes
- 561.º Batallón Antitanque
- 517.º Regimiento del Personal de Ingeniero z.b.V.
- 743.º Batallón de Ingeniero
- 6.º Columna de Puente B
- 135.º Batallón de Construcción
- 320.º Batallón de Construcción
- 126.º Comandante de Artillería
- 122.º Comandante de Artillería
- 131.º Comandante de Artillería
- 46.º Batallón de Cuerpo de Comunicaciones
- 406.º Cuerpo de Cartografía (mot.)
- 406.º Escuadrón de Policía Militar
- 406.º Cuerpo de Tropas de Suministro

### Organización (18 de febrero de 1942)
- 26.ª División de Infantería
- 6.ª División de Infantería
- 256.ª División de Infantería
- 251.ª División de Infantería
- 2.ª División SS "Das Reich"
- 69.º Regimiento del Personal de Artillería z.b.V.
- 677.º Regimiento del Personal de Artillería z.b.V.
- II./57.º Regimiento de Artillería
- II./62.º Regimiento de Artillería
- II./39.º Regimiento de Artillería
- 848.º Batallón Pesado de Artillería
- 6.º Batallón de Observación
- 2./25.º Batallón de Observación
- 808.º Batallón Pesado de Artillería
- 816.º Batallón Pesado de Artillería
- 2./189.º Batallón de Cañón de Asalto
- 561.º Batallón Antitanque
- 743.º Batallón de Ingeniero
- 754.º Batallón de Ingeniero
- 145.º Batallón de Construcción de Puente
- 10.º Comandante de Tropas de Construcción
- 135.º Batallón de Construcción K
- 320.º Batallón de Construcción K
- 79.º Batallón de Construcción
- 126.º Comandante de Artillería
- 122.º Comandante de Artillería
- 46.º Batallón de Cuerpo de Comunicaciones
- 406.º Cuerpo de Cartografía (mot.)
- 406.º Escuadrón de Policía Militar
- 406.º Cuerpo de Tropas de Suministro

### Organización (13 de abril de 1942)
- 26.ª División de Infantería
- 6.ª División de Infantería
- 256.ª División de Infantería
- 69.º Regimiento del Personal de Artillería z.b.V.
- 808.º Batallón Pesado de Artillería
- 848.º Batallón Pesado de Artillería
- II./57.º Regimiento de Artillería
- 6.º Batallón de Observación
- 14./XVII Batallón de Milicia de Construcción
- 743.º Batallón de Ingeniero
- 10.º Comandante de Tropas de Construcción
- 62.º Columna de Puente K
- 38.º Columna de Puente K
- 126.º Comandante de Artillería
- 46.º Batallón de Cuerpo de Comunicaciones
- 406.º Cuerpo de Cartografía (mot.)
- 406.º Escuadrón de Policía Militar
- 406.º Cuerpo de Tropas de Suministro

### Organización (10 de mayo de 1942)
- 26.ª División de Infantería
- 6.ª División de Infantería
- 256.ª División de Infantería
- 69.º Regimiento del Personal de Artillería z.b.V.
- 808.º Batallón Pesado de Artillería
- 848.º Batallón Pesado de Artillería
- II./57.º Regimiento de Artillería
- 6.º Batallón de Observación
- 743.º Batallón de Ingeniero
- 145.º Batallón de Construcción de Puente
- 10.º Comandante de Tropas de Construcción
- 79.º Batallón de Construcción
- 126.º Comandante de Artillería
- 46.º Batallón de Cuerpo de Comunicaciones
- 406.º Cuerpo de Cartografía (mot.)
- 406.º Escuadrón de Policía Militar
- 406.º Cuerpo de Tropas de Suministro

## 1943
Organización (noviembre de 1943):
- 14.ª División de Infantería
- 206.ª División de Infantería
- 246.ª División de Infantería
- 256.ª División de Infantería
- 211.ª División de Infantería; guarnición en Vitebsk, destacamentos Anti-tanques

## 1944
Organización (junio de 1944):
- 14.ª División de Infantería
- 95.ª División de Infantería
- 197.ª División de Infantería
- 256.ª División de Infantería
- 299.ª División de Infantería
- 281.º Brigada de Cañón de Asalto

## 1945
Organización (marzo de 1945):
- 131.ª División de Infantería
- 61.ª División de Infantería (a la fuerza Kampfgruppe); 10.º Brigada de Cazadores Ciclista; 18.ª División Panzergrenadier

## Crímenes de Guerra
Durante los combates en el saliente de Rzhev, la población civil de la zona sufrió mucha hambre, en parte debido a la exigencia de reservas de la Wehrmacht, y la enfermedad. Muchos civiles también fueron deportados como mano de obra forzada, entre mayo y julio de 1942 solo el VI Cuerpo de Ejército se deportó a más de 4000 civiles de esta manera. La ciudad de Rzhev perdió 93% de su población en solo trece meses.